# Mauricio Cuero
Mauricio Andrés Cuero Castillo (Tumaco, Colombia, 28 de enero de 1993) es un futbolista colombiano. Juega como extremo y actualmente se encuentra sin equipo.

## Trayectoria

### La Equidad
Sus comienzos como jugador profesional fueron en las divisiones inferiores de La Equidad, debutó en 2011 en el torneo finalización de Colombia. En este mismo año ha jugado un partido en la temporada La Equidad ante el Independiente Medellín, con resultado 1 gol por 0 a favor de La Equidad. Estuvo a prueba en el Bastia francés y en el RCD Mallorca español.

### FC Vaslui
En enero del 2014 su pase fue adquirido en su totalidad por el F.C. Vaslui de la primera división de Rumanía, hasta junio de 2014, donde jugaría 8 partidos en su primer semestre en Europa. 

### Club Olimpo
Luego de no tener continuidad, en junio es cedido a préstamo por un año sin opción de compra al Club Olimpo a petición del técnico Walter Perazzo para cubrir la baja de su compatriota José Adolfo Valencia quién abandonó el club en ese mismo mes, junto a él también fue incorporado Miguel Borja al club de Bahía desde el Livorno de Italia y que fue compañero de Cuero en el sudamericano sub-20 que se realizó en el territorio argentino. 

### CA Banfield
En el mes de enero del 2015 sería incorporado al Club Atlético Banfield dirigido (hasta la fecha 19) por Matías Almeyda y luego por Claudio Vivas, teniendo un excelente año en el que logró anotar 7 goles y terminar el campeonato en el octavo lugar en la tabla clasificando a la Liguilla pre-Sudamericana. Dicha liguilla finalizó con la clasificación de Banfield a la Copa Sudamericana 2016 tras terminar con un global de 4-3 ante Aldosivi.

### Levante UD
El 10 de noviembre de 2015 fue confirmado como nuevo jugador del Levante UD de la Primera División de España, firmando por cinco años con un coste de 3,2 millones de euros. Su debut se dio el 9 de enero de 2016 en la jornada 19 de Liga en la victoria granota 2-1 contra el Rayo Vallecano.

### Santos Laguna
El 21 de julio de 2016 es oficializado como nuevo jugador del Santos Laguna de la Primera División de México por una suma cerca a los tres millones de dólares. El 10 de septiembre marcaría su primer gol en la derrota su club 2-1 frente al Club Necaxa.

### Club Tijuana
El 7 de junio es confirmada su cesión al Club Tijuana de la Primera División de México.

### Club Olimpia
El 11 de enero de 2018 es presentado como nuevo jugador del Club Olimpia de la Primera División de Paraguay cedido por un año.

### Belgrano de Córdoba
El 1 de enero se incorpora como nuevo refuerzo de Belgrano de Córdoba de la Primera División de Argentina. Debuta el 27 de enero en el empate a cero goles frente a Unión de Santa Fe. El 7 de abril marca su primer gol con el club dándole la victoria por la mínima ante Godoy Cruz.

### Atlas de Guadalajara
El 25 de junio se anuncia como refuerzo del Club Atlas de la Primera División de México. El 3 de agosto debutan en la derrota como locales 1-2 frente a Santos Laguna. El 1 de noviembre marca su primer gol en la derrota como locales 1-2 ante Atlético San Luis.
A inicios del 2024 fichó por Deportivo Garcilaso, sin embargo, en lo individual no le fue bien. Jugó 17 partidos y logró brindar solo 1 asistencia sin poder anotar goles. A final de temporada no se le renovó el contrato.

## Selección nacional
En el año 2013 jugó para la selección Sub-20 de Colombia en el sudamericano Sub-20 de Argentina, en el cual contó con 9 participaciones. Finalmente, su selección se coronó campeona del certamen juvenil consiguiendo 6 victorias y 3 derrotas (dos de las cuales ante Chile). Fue el más destacado de su selección pues sabía manejar un cambio de ritmo increíble por la banda izquierda.

## Estadísticas

### Clubes
| Club                    | Div                 | Temporada           | Liga  | Liga  | Liga   | Copa Nacional | Copa Nacional | Copa Nacional | Copa Internacional | Copa Internacional | Copa Internacional | Total | Total | Total  |
| Club                    | Div                 | Temporada           | Part. | Goles | Asist. | Part.         | Goles         | Asist.        | Part.              | Goles              | Asist.             | Part. | Goles | Asist. |
| ----------------------- | ------------------- | ------------------- | ----- | ----- | ------ | ------------- | ------------- | ------------- | ------------------ | ------------------ | ------------------ | ----- | ----- | ------ |
| La Equidad · Colombia   | 1.ª                 | 2011                | 3     | 0     | 0      | 4             | 0             | 0             | -                  | -                  | -                  | 7     | 0     | 0      |
| La Equidad · Colombia   | 1.ª                 | 2012                | 6     | 0     | 0      | 4             | 1             | 0             | 1                  | 0                  | 0                  | 11    | 1     | 0      |
| La Equidad · Colombia   | 1.ª                 | 2013                | 10    | 0     | 0      | 7             | 1             | 0             | -                  | -                  | -                  | 17    | 1     | 0      |
| La Equidad · Colombia   | Total               | Total               | 19    | 0     | 0      | 15            | 2             | 0             | 1                  | 0                  | 0                  | 35    | 2     | 0      |
| Vaslui · Rumania        | 1.ª                 | 2013-14             | 8     | 0     | 0      | -             | -             | -             | -                  | -                  | -                  | 8     | 0     | 0      |
| Vaslui · Rumania        | Total               | Total               | 8     | 0     | 0      | -             | -             | -             | -                  | -                  | -                  | 8     | 0     | 0      |
| Olimpo Argentina        | 1.ª                 | 2014                | 17    | 1     | 3      | -             | -             | -             | -                  | -                  | -                  | 17    | 1     | 3      |
| Olimpo Argentina        | Total               | Total               | 17    | 1     | 3      | -             | -             | -             | -                  | -                  | -                  | 17    | 1     | 3      |
| Banfield Argentina      | 1.ª                 | 2015                | 29    | 7     | 3      | 4             | 0             | 1             | -                  | -                  | -                  | 33    | 7     | 4      |
| Banfield Argentina      | 1.ª                 | 2020-21             | -     | -     | -      | 24            | 2             | 6             | -                  | -                  | -                  | 24    | 2     | 6      |
| Banfield Argentina      | 1.ª                 | 2021                | 16    | 0     | 1      | 1             | 0             | 0             | -                  | -                  | -                  | 17    | 0     | 1      |
| Banfield Argentina      | 1.ª                 | 2022                | 7     | 0     | 0      | 1             | 0             | 0             | 0                  | 0                  | 0                  | 8     | 0     | 0      |
| Banfield Argentina      | Total               | Total               | 52    | 7     | 4      | 30            | 2             | 7             | 0                  | 0                  | 0                  | 82    | 9     | 11     |
| Levante UD · España     | 1.ª                 | 2015-16             | 13    | 0     | 1      | 0             | 0             | 0             | -                  | -                  | -                  | 13    | 0     | 1      |
| Levante UD · España     | Total               | Total               | 13    | 0     | 1      | 0             | 0             | 0             | -                  | -                  | -                  | 13    | 0     | 1      |
| Santos Laguna · México  | 1.ª                 | 2016-17             | 17    | 2     | 0      | 9             | 0             | 3             | -                  | -                  | -                  | 26    | 2     | 3      |
| Santos Laguna · México  | Total               | Total               | 17    | 2     | 0      | 9             | 0             | 3             | -                  | -                  | -                  | 26    | 2     | 3      |
| Club Tijuana · México   | 1.ª                 | 2017                | 1     | 0     | 0      | 1             | 0             | 0             | -                  | -                  | -                  | 2     | 0     | 0      |
| Club Tijuana · México   | Total               | Total               | 1     | 0     | 0      | 1             | 0             | 0             | -                  | -                  | -                  | 2     | 0     | 0      |
| Club Olimpia Paraguay   | 1.ª                 | 2018                | 14    | 2     | 1      | 0             | 0             | 0             | 4                  | 0                  | 2                  | 18    | 2     | 3      |
| Club Olimpia Paraguay   | Total               | Total               | 14    | 2     | 1      | 0             | 0             | 0             | 4                  | 0                  | 2                  | 18    | 2     | 3      |
| Belgrano Argentina      | 1.ª                 | 2018-19             | 10    | 1     | 0      | 2             | 0             | 0             | 0                  | 0                  | 0                  | 12    | 1     | 0      |
| Belgrano Argentina      | Total               | Total               | 10    | 1     | 0      | 2             | 0             | 0             | 0                  | 0                  | 0                  | 12    | 1     | 0      |
| Atlas · México          | 1.ª                 | 2019-20             | 17    | 3     | 4      | 4             | 0             | 1             | 0                  | 0                  | 0                  | 21    | 3     | 5      |
| Atlas · México          | Total               | Total               | 17    | 3     | 4      | 4             | 0             | 1             | 0                  | 0                  | 0                  | 21    | 3     | 5      |
| Independiente Argentina | 1.ª                 | 2023                | 11    | 0     | 0      | 0             | 0             | 0             | 0                  | 0                  | 0                  | 11    | 0     | 0      |
| Independiente Argentina | Total               | Total               | 11    | 0     | 0      | 0             | 0             | 0             | 0                  | 0                  | 0                  | 11    | 0     | 0      |
| Total en su carrera     | Total en su carrera | Total en su carrera | 179   | 16    | 13     | 60            | 3             | 10            | 5                  | 0                  | 2                  | 244   | 19    | 25     |

### Selecciones
| Selección                  | Año                  | Amistosos | Amistosos | Amistosos | Eliminatorias | Eliminatorias | Eliminatorias | Mundial | Mundial | Mundial | Sudamericano | Sudamericano | Sudamericano | Total | Total | Total |
| Selección                  | Año                  | PJ        | G         | A         | PJ            | G             | A             | PJ      | G       | A       | PJ           | G            | A            | PJ    | G     | A     |
| -------------------------- | -------------------- | --------- | --------- | --------- | ------------- | ------------- | ------------- | ------- | ------- | ------- | ------------ | ------------ | ------------ | ----- | ----- | ----- |
| Colombia Sub-20 · Colombia | 2013                 | 0         | 0         | 0         | -             | -             | -             | -       | -       | -       | 9            | 0            | 0            | 9     | 0     | 0     |
| Colombia Sub-20 · Colombia | Total                | 0         | 0         | 0         | -             | -             | -             | -       | -       | -       | 9            | 0            | 0            | 9     | 0     | 0     |
| Total en selecciones       | Total en selecciones | 6         | 0         | 0         | -             | -             | -             | 6       | 0       | 0       | 9            | 0            | 0            | 9     | 0     | 0     |

## Palmarés

### Campeonatos nacionales
| Título          | Equipo  | Sede     | Año  |
| --------------- | ------- | -------- | ---- |
| Torneo Apertura | Olimpia | Paraguay | 2018 |
| Torneo Clausura | Olimpia | Paraguay | 2018 |